# Lijst van laboratoriumbepalingen in bloed
Deze lijst van laboratoriumbepalingen in bloed bevat de meest verrichte laboratoriumbepalingen in bloed. Let wel:
- De lijst bevat lang niet alle bepalingen
- De lijst bevat lang niet alle indicaties
- Laboratoriumuitslagen moeten worden geïnterpreteerd in samenhang met de voorgeschiedenis van de patiënt en met de bevindingen van ander onderzoek.
- Normaalwaarden zijn niet absoluut; ze verschillen van laboratorium tot laboratorium en waarschijnlijk van patiënt tot patiënt.[1]
- De gegeven waarden zijn de normaalwaarden (of max/min waarden) voor volwassenen. Niet zelden gelden voor kinderen, bejaarden, nierpatiënten, leverpatiënten, zwangeren, dikke of juist magere patiënten en bij medicijngebruik andere waarden.
- Afwijkingen geven meer klachten als ze plotseling ontstaan. Voorbeeld: als een Hb-waarde (hemoglobine) plotseling naar 5 zakt vanuit de normaalwaarde, dan zal de patiënt zich beroerd voelen en mogelijk instemmen met een transfusie. In Afrika zijn er echter hele volksstammen met zo'n Hb. Er vindt bij hen bij chronisch zuurstofgebrek een chemische verschuiving in de rode bloedcel plaats die daardoor meer zuurstof mee kan nemen.

- Voorvoegsels:
  - k = kilo (103)
  - m = milli (10−3)
  - µ = micro (10−6)
  - n = nano (10−9)
  - p = pico (10−12)
  - f = femto (10−15)

| Naam                                              | Meting | Wordt gedaan in                                   | Indicatie                                                               | Bijzonderheden | Normaalwaarden | Opmerking |
| ------------------------------------------------- | --- | ------------------------------------------------- | ----------------------------------------------------------------------- | --- | --- | --- |
| ALAT                                              | Alanine-aminotransferase-activiteit                                                                         | Serum                                             | Verdenking schade leverparenchym                                        | De naam leverfunctie is strikt genomen onjuist | M: < 50 E/L V: < 40 E/L | 50 - 100 lichte schade; 100 - 200 matige schade; > 200 verdenking leverontsteking; verhoging ook bij spierletsel |
| Albumine                                          | Albumine (bloedeiwit)                                                                                       | Serum                                             | Verdenking eiwitgebrek, bijvoorbeeld bij nefrotisch syndroom            | Albumine is het osmotisch actieve eiwit, tekort geeft oedeem                                                                                               | 35 - 55 g/L | |
| Alkalische fosfatase (AF)                         | Fosfatase activiteit serum bij hoge pH                                                                      | Serum                                             | Botziekten, zoals m. Paget; (activiteit osteoblasten); galwegobstructie | Bij kinderen en zwangeren hoog in verband met groei | < 125 | |
| Ammoniak                                          | | Plasma                                            | Leverinsufficiëntie. (Soms ook bij gebruik valproaat)                   | Wordt in de darm gevormd, lever hoort het om te zetten in ureum                                                                                            | 10 - 45 mmol/L | Dadelijk in zilverpapier gewikkeld naar lab brengen. |
| Amylase                                           | Meting hoe snel zetmeel wordt afgebroken tot suikers (= amylase activiteit)                                 | Serum; urine                                      | Pancreatitis: alvleesklierontsteking (ook bij speekselklierontsteking)  | Amylase is een spijsverteringsenzym dat aan speeksel en darmsap wordt toegevoegd.                                                                          | Normaalwaarden verschillen per laboratorium. Bij een acute pancreatitis kan duizend(en) keren over de normaalwaarde heen gegaan worden. | |
| APTT                                              | Activated partial thromboplastin time                                                                       | Vol bloed                                         | Bloedstollingsproblemen; controle therapie heparine                     | | 30 - 40 seconden | Voor controle antistol zie bij INR |
| ASAT                                              | Aspartaat-aminotransferase-activiteit                                                                       | Serum                                             | Levercelbeschadiging; spierbeschadiging; hartinfarct na ca. 24 uur.     | Vaak samen bepaald met ALAT: indien ALAT hoger lever indien ASAT hoger spier.                                                                              | < 45 | Bij hartinfarct na 24 uur sterke verhoging; bij acute hepatitis sterk verhoogd. |
| Bezinking                                         | BSE; bezinkingssnelheid erytrocyten; de snelheid dat de bloedcellen in een buis bloed naar de bodem zakken. | Vol bloed                                         | Aspecifiek teken van ontsteking; stijgt na enkele dagen                 | Vaak samen met bloedbeeld | 4 - 8 mm in het eerste uur. | Licht verhoogd bij elke ontsteking, bijvoorbeeld verkoudheid; sterk verhoogd (bijvoorbeeld 100) wijst op een hoog fibrinogeen (infectie) of een hoog gammaglobuline; het laatste door een auto-immuunziekte (bijvoorbeeld spierreuma) of de ziekte van Kahler. |
| Bilirubine                                        | Bilirubine                                                                                                  | Serum (urine)                                     | Ernstige obstructie van de galwegen, of bloedafbraak                    | Eventueel kan het geconjugeerde bilirubine apart bepaald worden.                                                                                           | < 17 µmol/L; Ontstaat bij bloedafbraak. Via lever naar gal na conjugatie. Bij pasgeborenen is lichte geelzucht ten gevolge van bloedafbraak normaal, maar ernstige schadelijk. De normaalwaarden voor baby's verschilt met de leeftijd < 100 tot < 275 | Bij ergere gevallen kan worden overgegaan tot een wisseltransfusie waarbij het bloed van de baby door donorbloed wordt vervangen |
| Bloedgasanalyse                                   | pH; pCO2; pO2                                                                                               | Vol bloed; uit slagader of haarvaten              | Ademhalingsmoeilijkheden; zuur-base-evenwicht (bijvoorbeeld verzuring)  | Saturatie, bicarbonaat en base-excess kunnen worden berekend                                                                                               | pH: 7,35 - 7,45 pCO2: 4,7 - 6,4 kPa pO2: 10,0 - 13,3 kPa | Mengen met heparine, luchtdicht vervoeren en zo spoedig mogelijk bepalen. |
| Bloedingstijd                                     | Tijd dat een krasje blijft bloeden                                                                          |                                                   |                                                                         | | 1 - 4 minuten | |
| CA 15-3                                           | Eiwit borstkankercellen                                                                                     | Serum                                             | Behandeling uitgezaaide tumor vervolgen                                 | Verloop is belangrijker dan de waarde | < 30 | |
| Calcium                                           | Calcium | Serum (urine)                                     | Vitamine D gebrek, bijschildklierstoornissen                            | Hoogte afhankelijk van onder andere albumine | 2,10 mmol/L < N < 2,55 mmol/L | |
| Chloride                                          | Chloride | Serum                                             | Elektrolyt, anion                                                       | Anion gap = Na+ - (Cl− + HCO3−) | 96 - 107 mmol/L | Evaluatie elektrolyten. |
| Cholesterol totaal                                | Cholesterol totaal                                                                                          | Serum                                             | Risico-analyse hart-vaatziekten                                         | Afhankelijk van andere risicofactoren | < 5 mmol/L; < 6, < 7 mmol/L | |
| CK; CKMB                                          | Creatinekinase                                                                                              | Serum                                             | Vaststellen spierletsel; hartinfarct                                    | (CKMB specifiek voor hartinfarct) | M: < 100 E V: < 170 E | Stijgt bij hartinfarct na ca. 6 uur. Verhoging kan ook door fysieke inspanning. |
| Cortisol                                          | Cortisol | Plasma                                            | Bijnierschorshormoon                                                    | Wisselt over de dag | 8 uur: 150 - 700 nmol/L 17 uur: 100 - 400 nmol/L 24 uur: < 100 nmol/L | Te laag bij de ziekte van Addison Te hoog bij de ziekte van Cushing; wordt sterk beïnvloed door stress. |
| CRP                                               | C-Reactive protein                                                                                          | Serum                                             | Ontstekingseiwit                                                        | Stijgt binnen een dag na begin infectie | < 10 mg/L | Snelle diagnostiek begin en eind infectie |
| Creatinine                                        | Creatinine                                                                                                  | Serum (urine)                                     | Afbraakproduct spierweefsel; wordt uitgescheiden door de nieren.        | Geeft informatie over de nierfunctie (met name de klaring)                                                                                                 | V: < 70 - 100 µmol/L M: < 80 - 125 µmol/L | Normaalwaarde is afhankelijk van de hoeveelheid spierweefsel en andere eigenschappen |
| D-Dimeer                                          | | Citraatplasma                                     | Stollingsproduct                                                        | N < 500 ng/L | Stijgt bijvoorbeeld bij longembolie en diffuse intravasale stolling | |
| Erytrocyten                                       | Aantal rode bloedcellen per volume                                                                          | Vol bloed                                         | Wordt gebruikt om bijvoorbeeld anemie te evalueren: MCV berekenen.      | M 4,3 - 6,0 × 1012 per liter | | |
| Ferritine                                         | Ferritine                                                                                                   | Serum                                             | Eiwit bindt de ijzervoorraad                                            | M: 25-250 µg/L V: 20-150 µg/L | Laag ferritine bij ijzergebrek | |
| Fibrinogeen                                       | |                                                   | Stollingweiwit                                                          | 2 - 4 g/L | Bij ontstekingsprocessen verhoogd. | |
| FSH                                               | Follikelstimulerend hormoon                                                                                 | Serum                                             | Hypofysehormoon dat testikels/eierstokken stimuleert                    | Of V postmenopauzaal is; of hypogonadisme bij man secundair is                                                                                             | Volwassen vrouwen afhankelijk van de cyclus < 15 U/L, mannen < 7 U/L | |
| Foliumzuur                                        | Foliumzuur                                                                                                  | Serum                                             | Vitamine B11                                                            | Evaluatie bloedarmoede | > 2,7 nmol/L | |
| Fosfaat                                           | Fosfaat | Serum                                             |                                                                         | Gestoord bij nierproblemen; en bij afwijkingen calcium | 0,9 - 1,5 mmol/L | In samenhang bezien met calcium |
| Gamma GT                                          | Gamma-glutamyltransferase                                                                                   | Serum                                             | Verhoogd bij galwegobstructie                                           | M: < 45 E/L V: < 35 E/L | Gevoelig voor inname alcohol en hepatotoxische medicatie. | |
| Glucose                                           | Bloedsuiker                                                                                                 | Vol bloed cap veneus plasma                       | Vooral bij diabetes mellitus                                            | Curve en op lange termijn HbA1c voor controle op de instelling                                                                                             | Nuchter cap 3,5 - 5,6 mmol/L Nuchter veneus 4,0 - 6,4 mmol/L | Hoogte bloedsuiker afhankelijk van tijdstip na eten |
| GlycHb                                            | HbA1c | Vol bloed                                         | Percentage Hb dat verzadigd is van glucose                              | 4 - 6% (in ieder geval lager dan 7%) | NB erytrocyten leven 100 dagen. | |
| HDL Cholesterol                                   | "Gunstige cholesterol"                                                                                      | Serum                                             |                                                                         | | M: 0,9 - 1,7 mmol/L V: 1,1 - 2,0 mmol/L | |
| Hematocriet                                       | Ht | Fractie van vol bloed die uit bloedcellen bestaat |                                                                         | | M: 0,41 - 0,51 L/L V: 0,36 - 0,47 L/L | |
| Hemoglobine                                       | Hb | Vol bloed                                         | Zuurstof-transporterend, ijzerhoudend eiwit                             | | M: 8,5 - 11 mmol/L V: 7,5 - 10 mmol/L | |
| Homocysteïne                                      | Homocysteïne                                                                                                | Serum                                             | Vitamine B12 gebrek op weefselniveau                                    | | < 15 µmol/L (N) | Hoog bij vitamine B12-gebrek |
| IJzer                                             | Serumijzer                                                                                                  | Serum                                             |                                                                         | | M: 14 - 35 mmol/L V: 10 - 25 mmol/L | Onbetrouwbare maat; ferritine is beter |
| Immunoglobulines A,D,E,G,M; korte en lange ketens | | Serum                                             |                                                                         | | | |
| Kalium                                            | Kalium, eventueel met natrium                                                                               | Serum (eventueel bloedplasma)                     | Electrolyt                                                              | Te laag bij diuretica; te hoog bij kaliumsparende diuretica (triamtereen), ACE-remmers, nierfunctiestoornissen; beide bij behandeling ontregelde diabetes. | 3,7 mmol/L - 5,9 mmol/L | |
| Lactaat                                           | Melkzuur | Vol bloed                                         |                                                                         | Lactaat/pyruvaatratio | 0,5 - 1,7 mmol/L | Ratio: < 15 |
| LD (LDH)                                          | Lactaatdehydrogenase                                                                                        | Serum                                             | Enzym speelt een rol in spier, hart, lever.                             | iso-enzymen: 1=hart; 2-3=erytrocyten; 5=lever | 134 - 225 U/L | Verhoogd bij weefselschade en levercelbeschadiging; bij hartinfarct na 72 uur. |
| Leukocyten                                        | Witte bloedlichaampjes                                                                                      | Vol bloed                                         |                                                                         | Eventueel ook differentiëren | Totaal: 4,0 - 10,0 × 109/L neutrofielen 2,0 - 7,20 × 109/L eo's, baso's lymfo's 1,0 - 4,0 × 109/L | Hoog neutrofielen (met staven en linksverschuiving) bacteriële infectie; hoog lymfocyten virale infectie |
| Lipase                                            | Lipase | Serum                                             | Spijsverteringsenzym geproduceerd door pancreas                         | | 20 (30) - 140 (180) U/L | Verhoogd bij pancreatitis |
| MCV                                               | Mean corpuscular volume                                                                                     | Vol bloed                                         | Verhouding van Ht en aantal erytrocyten                                 | | 82 - 98 fL | Bloedarmoede met laag MCV duidt o.a. op ijzergebrek; normaal MCV duidt o.a. op verlaagde nierfunctie, acuut trauma, of maligniteit; hoog MCV duidt o.a. op vit B12 of foliumzuurgebrek                                                                         |
| Natrium                                           | Natrium | Serum (urine)                                     | Elektrolyt                                                              | Meestal bepaald samen met kalium | 135 - 145 mmol/L | Verhoogd bij hypertone dehydratie; verlaagd bij bepaalde metabole/endocriene stoornissen, diuretica gebruik enzovoort |
| Parathormoon PTH                                  | Bijschildklierhormoon                                                                                       | Hormoon verhoogt calciumgehalte                   | Plasma                                                                  | In kader calciumstofwisseling; na operatie (bij)schildklier                                                                                                | Normaal ca. 2 - 7 pmol/L; bij hoog < 4 | |
| Prolactine                                        | Hypofysehormoon: prolactine                                                                                 | Serum                                             | Normaal functie bij zogen                                               | Verhoogd door sommige geneesmiddelen, hypofysetumor en andere                                                                                              | M: 100 - 300 mU/L V: 200 - 500 mU/L | |
| Prostaatspecifiek antigeen                        | PSA | Serum                                             | Duidt op ontsteking van of tumor in de prostaat                         | | Afhankelijk van leeftijd: 60 jaar < 3,5 µg/L 80 jaar < 6,5 µg/L | BPH ca 8; carcinoom sterk verhoogd. |
| Protrombinetijd TT                                | INR | Vol bloed                                         | Controle antistolbehandeling                                            | | Onbehandeld 0,9 - 1,3 | Behandeling: afhankelijk van indicatie, bij boezemfibrilleren 2,5 - 3,5 |
| Reticulocyten                                     | Reticulocyten                                                                                               | Vol bloed                                         |                                                                         | Jonge erytrocyten; snelheid van productie | 0 - 2% | Plotselinge verhoging bij aanslaan behandeling bloedarmoede |
| Testosteron                                       | Mannelijk geslachtshormoon                                                                                  | Serum                                             |                                                                         | | 12 - 35 nmol/L | Bij dysfunctie testikels of hypofyse, controle behandelingen |
| TSH                                               | Thyreoïdstimulerend hormoon                                                                                 | Serum                                             |                                                                         | Hypofysehormoon dat de schildklier stimuleert. | 0,5 - 3,9 mU/L | Te laag bij hyperthyreoidie, te hoog bij hypothyreoïdie |
| Thyroxine (vrij)                                  | F T4 | Serum                                             | Schildklierhormoon                                                      | | 9 - 24 pmol/L | T4 laag en TSH hoog: primaire hypothyreoïdie; T4 laag en lage TSH: secundaire hypothyreoïdie; T4 laag en TSH normaal geneesmiddel interactie; T4 hoog en TSH laat primaire hyperthyreoïdie, enzovoorts                                                         |
| Totaal eiwit + eventueel spectrum                 | Eiwitspectrum                                                                                               | Serum                                             |                                                                         | | 55 - 75 g/L | Optelsom van albumine, alfa-, beta- en gammaglobuline; een spectrum noemen we de chromatografie waarbij deze uit elkaar worden gerafeld. |
| TIJBC                                             | Totale ijzerbindingscapaciteit                                                                              | Serum                                             | 0                                                                       | | 55 - 75 g/L | Hoog bij ijzergebrek. |
| Transferrine                                      | Transferrine                                                                                                | Serum                                             | IJzertransporterend eiwit                                               | | 60 - 80 g/L | Hoog duidt op ijzergebrek |
| Triglyceriden                                     | Triglyceriden                                                                                               | Serum                                             | Vet; in samenhang met cholesterol bezien                                | | 1,3 - 2,7 g/L | Vooral bij bepaalde erfelijke aandoeningen |
| Trombocyten                                       | Bloedplaatjes                                                                                               | Volbloed                                          | Functie bij de bloedstolling                                            | | 150 - 400 × 109 | Trombopenie; trombocytose |
| Troponine                                         | Troponine                                                                                                   | Serum                                             |                                                                         | | Verschilt per laboratorium | Sneldiagnostiek myocardinfarct. |
| Ureum                                             | Ureum | Serum                                             | Afvalproduct aminestofwisseling; uitgescheiden door nier                | | 1,8 - 6,4 mmol/L | Nierfunctieonderzoek |
| Urinezuur                                         | (Uraat) | Serum                                             |                                                                         | Afvalproduct DNA en RNA stofwisseling | V: 0,12 - 0,34 mmol/L M: 0,20 - 0,42 mmol/L | Verhoogd bij jicht. |
| Vitamine B12                                      | Cyanocobalamine                                                                                             | Plasma                                            |                                                                         | | 150 - 700 pmol/L | Voor deficiëntie-diagnostiek serum holotranscobalamine (Actief B12) bepalen. |